# Goodenia fordiana
Goodenia fordiana är en tvåhjärtbladig växtart som beskrevs av R. Carolin. Goodenia fordiana ingår i släktet Goodenia och familjen Goodeniaceae. Inga underarter finns listade i Catalogue of Life.